# Scapsipedoides macrocephalus
Scapsipedoides macrocephalus är en insektsart som beskrevs av Lucien Chopard 1936. Scapsipedoides macrocephalus ingår i släktet Scapsipedoides och familjen syrsor. Inga underarter finns listade i Catalogue of Life.